# Dana Broccoli
Dana Broccoli, født Natol (3. januar 1922 – 29. februar 2004) var en amerikansk skuespillerinde, der er gift med den kendte filmproducent Albert R. Broccoli.